# کوه‌های چوکوتکا
کوه‌های چوکوتکا (روسی: Чукотское нагорье) یک رشته‌کوه در ناحیه خودگردان چوکوتکای کشور روسیه است.